# Élevage bovin

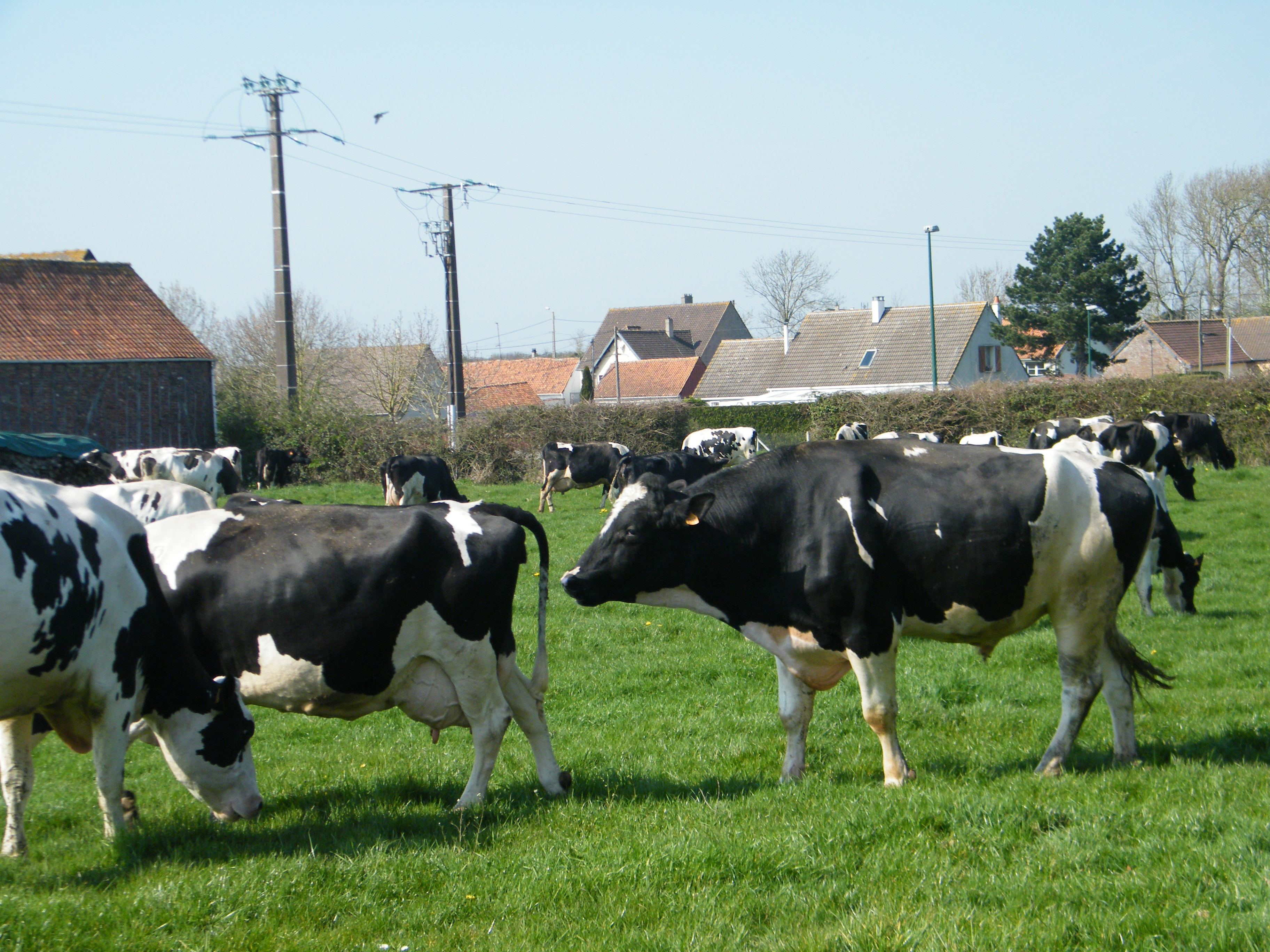
Un élevage laitier en France

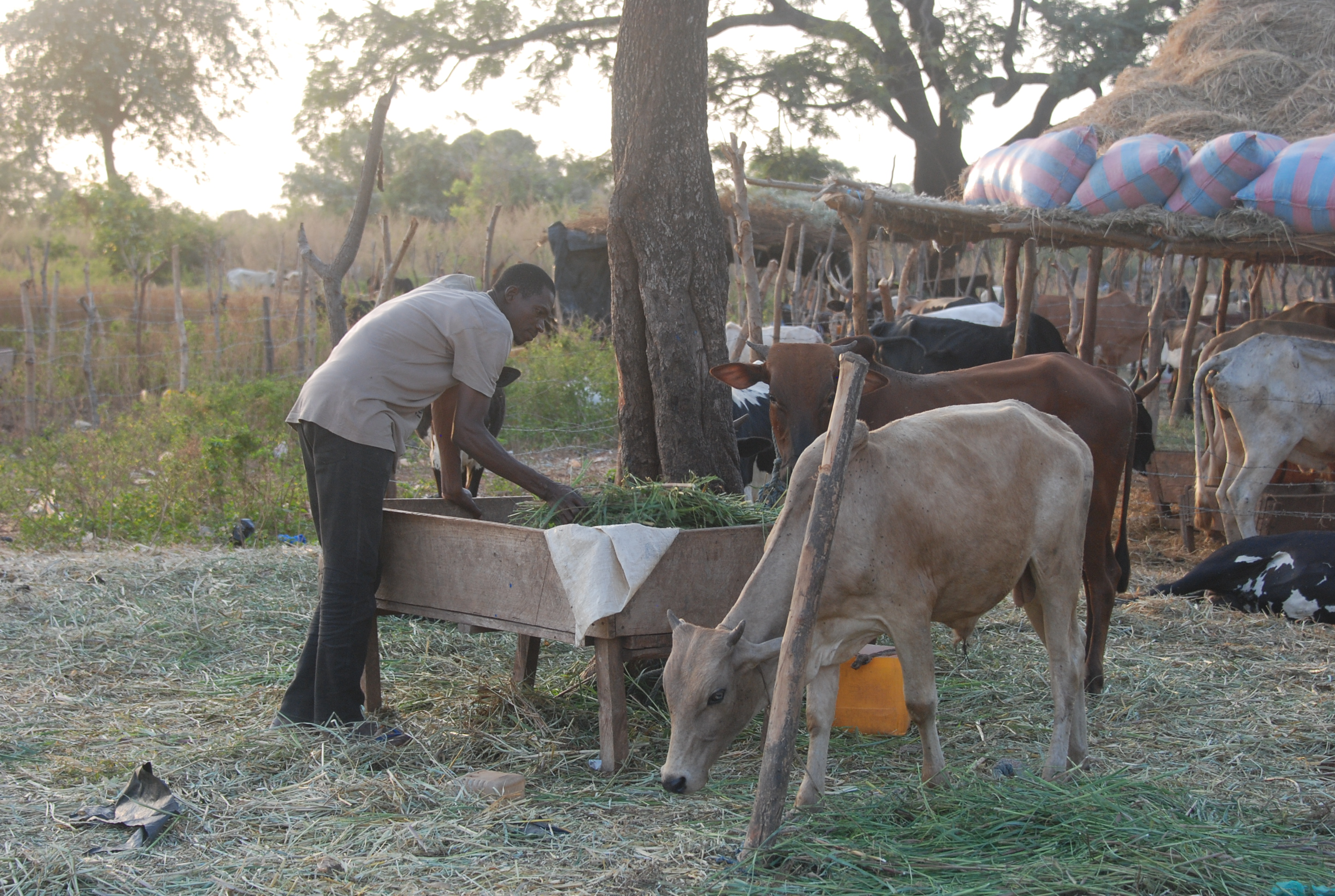
Un éleveur donnant à manger à ses bœufs, à Ferké au Nord de la Côte d'Ivoire.

L'élevage bovin est l'activité visant à entretenir et à reproduire des animaux de l'espèce Bos taurus au profit de l'activité humaine. Il permet de fournir de la viande, de la graisse, des abats, du lait cru, des peaux, un travail de traction, du fumier, du combustible, des sous-produits et l'entretien des espaces ouverts…
Le processus d'élevage a conduit à la domestication et à l'émergence de races spécialisées. En Europe, ces productions sont encadrées : tous les producteurs et tous les acteurs de la filière se doivent donc de satisfaire aux règles du paquet hygiène qui régissent la chaîne alimentaire. Au niveau international, des règles sont posées par l'office international des épizooties ou Organisation mondiale de la Santé animale, pour l'aspect vétérinaire, et par le codex alimentarius pour les produits alimentaires d'origine animale.

## Histoire et principes
La domestication de Bos taurus (appelé communément bœuf) et Bos taurus indicus (le zébu) date de 8000 av. J.-C., au Moyen-Orient et en Inde. Son élevage est donc à peu près aussi ancien que celui des ovins et des caprins. Les premiers produits issus de l'élevage sont le lait transformé en fromage ou lait fermenté et la viande puis la force de travail. La première domestication s'effectue avec des aurochs jeunes en captivité, cette espèce sauvage est, en effet, agressive. L'invention de l'agriculture en Mésopotamie sédentarise des peuples. Chez eux, le fromage, sorte de lait fermenté conservé dans des outres, va devenir plus diversifié. Le premier élevage s'effectue donc en captivité auprès des hommes avec des risques sanitaires démontrés pour les populations d'éleveurs, il concerne essentiellement la production de lait et de viande. 
Ensuite, lorsque le niveau de domestication le permet, les bergers suivent leur troupeau ou le guident vers les pâturages et points d'eau, c'est le début du pastoralisme nomade. Il est encore pratiqué en Afrique notamment (peuples massaïs ou peuls) ou en Asie (yack). L'affinage des fromages allonge leur durée de conservation, permettant le transport sur de longues distances. Les éleveurs vont contraindre leurs bovins à devenir bêtes de somme assurant le labour et la traction de chariots. Ils accompagnent ainsi les peuples durant leurs migrations. Ces techniques sont particulièrement perfectionnées chez les peuples Yamna qui colonisent les steppes eurasiatiques à partir de -3300. Leur culture est organisée autour de l'exploitation des chevaux, bovins et ovins et leur survie dépend en grande partie des produits laitiers.
Cette proximité ancienne avec les éleveurs modifie les animaux par rapport à leur ancêtre Bos taurus primigenius (auroch). L'expansion de l'élevage bovin a même contribué à faire disparaître l'ancêtre sauvage.
Les Romains contribuent à l'expansion de l'élevage bovin par la technicité des esclaves vachers et par la diffusion du savoir-faire des fromagers alpins : le fromage pressé à pâte cuite qui se conserve bien et se transporte sans problème, faisait partie de la nourriture des légionnaires. Durant le Moyen Âge, le savoir-faire de la sélection se perd en partie, bien que les monastères continuent leur travail : le fromage est la nourriture principale avec le pain donnée aux pèlerins. L'historique de certaines races cite un monastère comme élément de sélection des bons géniteurs (abondance ou aubrac). 
Un tournant dans l'élevage bovin va s'initier en Angleterre au XVIIe siècle. Les riches propriétaires s'intéressent à la génétique des troupeaux et intensifient la sélection. Les premiers herd-books sont ouverts au début du XIXe siècle. Après ce travail de sélection, la mondialisation des échanges commencée dès Christophe Colomb va provoquer de grands mouvements de population bovine. Cette mutation conduit encore aujourd'hui à la disparition de races locales très anciennes et à la création de nouvelles races, en particulier de métissage bœuf-zébu.
En Europe et aux États-Unis, la sélection se développe. Le contrôle permet de repérer les « meilleures » vaches dont on gardera les veaux femelles. Par la suite, une sélection sur descendance permet aussi de tester la capacité conférée par les mâles à ses filles. La pratique de l'insémination artificielle se répand, permettant de diffuser la semence des « meilleurs » reproducteurs. 
En production laitière, la masse de production passe de 2 000 kg de lait par lactation par vache fécondée par la monte publique, à des records de plus de 18 000 kg pour les « meilleurs » individus issus d'insémination artificielle. 
En production bouchère, le poids des individus augmente régulièrement depuis quarante ans. Grâce à la meilleure connaissance de la nutrition et de sa distribution (comme en témoignent les parcs d'engraissement), mais aussi aux progrès de la génétique. Cependant, il devient nécessaire de sélectionner la facilité de vêlage et la capacité laitière des mères. En effet, une sélection excessive crée aujourd'hui des problèmes de naissance et d'insuffisance de lactation pour les veaux de lait lourds (le cas le plus extrême vient de la race blanc bleu belge : le gène culard entraîne un taux de césarienne record et certains mâles reproducteurs ont des faiblesses des pattes avant vu leur masse).
Une crise sanitaire majeure en Europe (ESB) a donné lieu à une crise de la production sans précédent. Paradoxalement, c'est la filière bouchère qui a subi le contrecoup de plein fouet, alors que l'origine de la maladie vient des méthodes d'élevage de la filière laitière industrielle. Le boycott n'a eu lieu que sur la viande. Plus de dix ans après, les conséquences peinent à disparaître.
La création et la sélection de races revient, dans de nombreux pays à l'agriculture intensive, à un travail d'expert réservé aux centres de sélection. Les éleveurs individuels voient leur rôle réduit à produire le reproducteur idéal susceptible d'être acheté très cher par ces centres de sélection. Seuls quelques ranchers dont le domaine est assez riche peuvent se permettre le travail de sélection en aval. La majorité des élevages travaillent avec des reproducteurs que leur fournissent les centres. En Europe, pour réduire les excédents, les quotas laitiers sont instaurés en 1984. Leur impact sur l'élevage sera une orientation de la sélection vers la qualité (taux de matière grasse et de matière sèche du lait) au détriment de la quantité. Des écarts vont se créer entre la sélection européenne et américaine. (sélection essentiellement orientée vers la quantité) Actuellement, des échanges de semence visent à réduire ces écarts. 
Dans les pays à l'agriculture plus traditionnelle, les bovins continuent d'être élevés de la même manière depuis des siècles :
- Pastoralisme au Sahel ou dans la corne de l'Afrique de l’Est : la respectabilité des familles est directement liée à la taille des troupeaux. Ceci pose un problème de surpâturage néfaste à ces terroirs fragiles.
- Polyculture-élevage en Asie du Sud-Est, au Moyen-Orient ou en Amérique latine : Les familles possèdent un petit nombre de têtes qui fournissent lait et travail. La viande ne vient qu'en dernier, lors de cérémonies (mariage, funérailles…).

L'élevage bovin est destiné à fournir de nombreux produits aux humains.
Les humains ont commencé à consommer de la viande de bovins avant sa domestication. Des animaux destinés à cet usage ont été sélectionnés sur leur rentabilité à produire vite une viande de qualité. Ils ont donné les races bouchères. Cependant, la viande est aussi un sous-produit des productions laitières et de travail. Les vaches de réforme et les veaux mâles et surnuméraires entrent aussi dans le circuit de viande. 
Les bêtes de tous âges sont concernées, du veaux de lait à l'animal de réforme en passant par les broutards.

La puissance de travail des bovins, nettement supérieure à celle des humains, a été très tôt utilisée, pour le transport et l'agriculture. Cet usage perdure jusqu'à son remplacement par des engins motorisés.
La production laitière de la vache est utilisée depuis la préhistoire. Le fromage a rapidement été un moyen de conserver et de transporter le produit. Elle a évolué pour donner une industrie agroalimentaire très puissante. 
Les peaux sont tannées afin de donner un cuir. Du parchemin à la chaussure, le marché évolue, mais la valorisation de ce sous-produit de l'abattage donne lieu à un artisanat ou une industrie florissante. 
En Occident, les excréments de bovins sont considérés comme un déchet à gérer[réf. nécessaire]. Souvent composté ou stocké, ils sont enfouis dans les parcelles pour les fertiliser.
Dans certaines régions, le combustible majoritaire est la bouse séchée qui servira à chauffer la maison et cuire l'alimentation. 
La texture de la bouse permet d'étancher et d'isoler des murs de constructions d'habitation.

## Techniques actuelles de l'élevage bovin

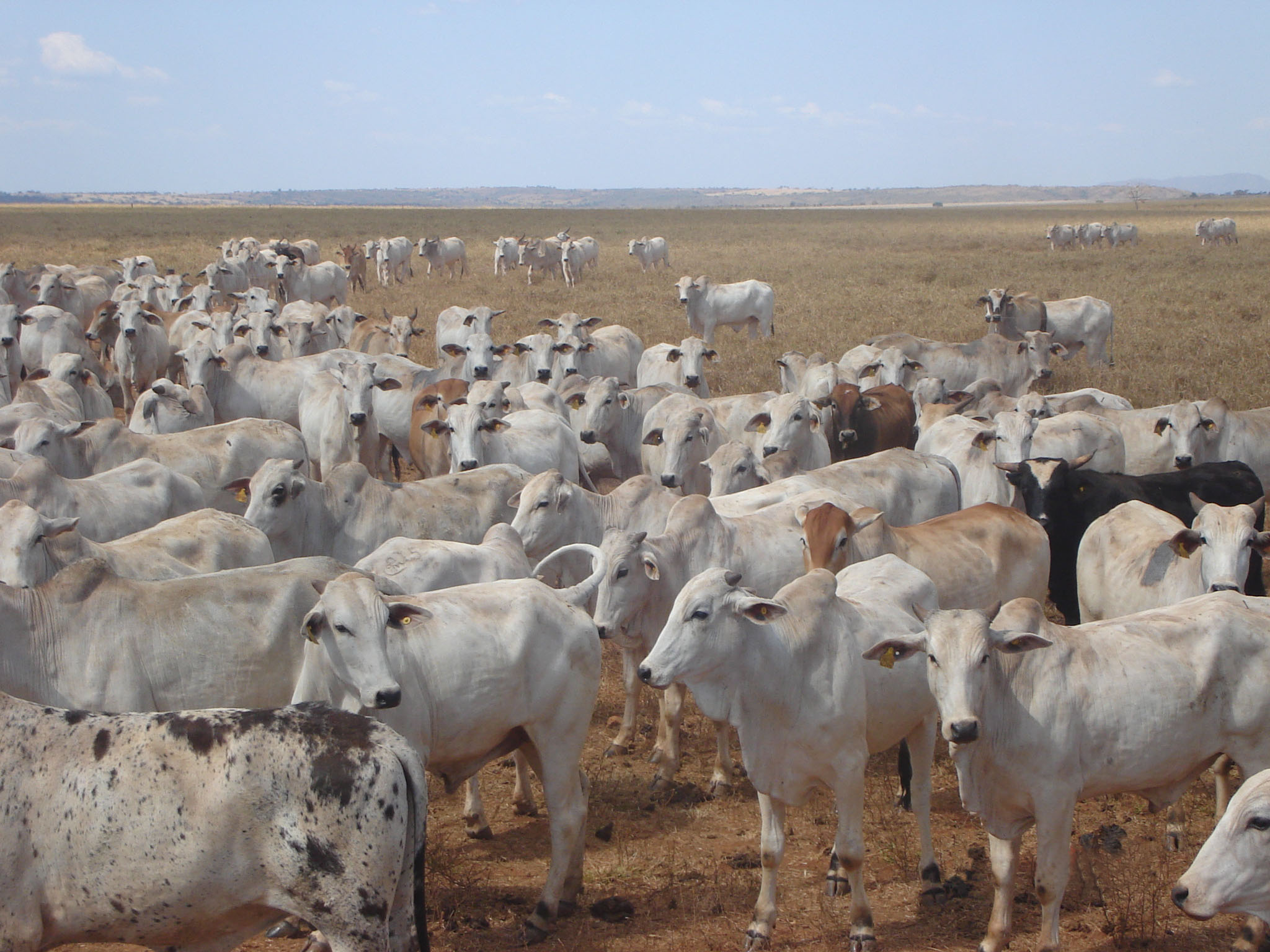
Élevage de bovins pour la viande au Brésil (2007). Les animaux sont de races diverses et croisées (y compris avec des zébus).

Voir Élevage#Disciplines et spécificités concernant l'élevage

## Impact sur l'environnement
Les impacts de l'élevage bovin sur l'environnement sont nombreux, positifs ou négatifs : gaz à effet de serre, pollution des eaux, compétition alimentaire, gestion des sols, déforestation…
L'élevage, en particulier l'élevage bovin, contribue au réchauffement global. Cette contribution est due à la production de méthane et d'oxyde nitreux, qui sont des gaz à effet de serre, par les ruminants.
Les émissions de méthane font partie des gaz à effet de serre qui participent au réchauffement climatique, selon un rapport de la FAO publié en 2006. Selon ce rapport, l'élevage bovin est responsable de 18 % des gaz à effet de serre. Le pâturage occupe 26 % des terres émergées du globe. En Amérique latine, 70 % des terres boisées de l'Amazonie ont été converties en espaces de pâturage.
Le bétail, dont une bonne partie sont des vaches reproductrices ou laitières, produirait 37 % des émissions mondiales de méthane liées aux activités humaines. Le méthane d'origine digestive contribuerait ainsi de 3 à 5 % au réchauffement global. En France, le méthane émis par les gaz digestifs des vaches équivaut à l'émission de 15 millions de véhicules motorisés par an, et 26 millions de tonnes de CO2. Des solutions alimentaires à base de lin permettent de réduire à 20 % cette émission de méthane, et des avantages financiers sont offerts aux agriculteurs qui en font l'usage. Chaque vache émet environ 120 m3 de CH4 par an.
Toutefois, ce calcul n'inclut pas l'effet positif des surfaces pâturées (entretien des milieux difficiles comme les zones humides, fertilisation des sols, stockage du carbone dans les prairies, contribution au maintien de la biodiversité ordinaire, attractivité des paysages…), ni les quelques projets de collecte de méthane qui sont en train d'être déployés dans les élevages intensifs avec peu de pâturage.
L'élevage bovin consomme 8 % des ressources d'eau de la planète, et constitue l'un des plus importants facteurs de pollution des eaux.
L'argument de la compétition entre ruminants et cultures alimentaires humaines, trouve lui aussi ses limites dans la nature des zones de pâturages, qui ne sont pas pour la plupart des terres labourables ou drainées, mais des terres pauvres, des zones humides ou des bocages sous protection (Directive Nitrates), riches en biodiversité et améliorant la qualité de l'eau qu'elles filtrent ; et par le regain d'intérêt agronomique d'aujourd'hui qui fait entrer dans la Rotation culturale des fourragères pour préserver les sols, notamment l'intégration de légumineuses comme la luzerne.
Il faut prendre en compte la variété des élevages, et distinguer les élevages intensifs des élevages où la ration comporte essentiellement de l'herbe. Les élevages laitiers intensifs demandent une alimentation très riche, et le pâturage n'y suffirait pas, aussi les nourrit-on essentiellement avec des concentrés, des tourteaux, de l'ensilage, des céréales ou des protéagineux, qui permettent à la fois d'atteindre des taux de production records, et de limiter les surfaces nécessaires à leur production. À l'inverse, d'autres élevages laitiers sont basés sur le pastoralisme, mais avec une production moindre, qu'il faudra valoriser par des productions spécifiques et des marchés plus réduits. L'élevage bovin des races à viande peut lui s'effectuer à partir de surfaces herbagères essentiellement, et des concentrés ne seront distribués que pour la phase de l'engraissement.
Une étude de l'INRA parue en juillet 2008, concernant les élevages intensifs, indique qu'en incorporant des huiles végétales riches en acides gras polyinsaturés dans l'alimentation du bétail, les émissions de méthane d'origine animale baisseraient de 27 à 37 %. De même, une autre étude de l'INRA datée de 2013 indique que l'ajout d'un complément alimentaire issu de céréales fermentées par un champignon réduirait de 30 % les émissions de méthane des ruminants.

## Identification et traçabilité des bovins
Le détenteur doit assurer et maintenir l'identification des animaux dont il est responsable.
En application des dispositions du point I de l'article D.212-19 du code rural et de la pêche maritime, le détenteur doit se déclarer auprès de l'établissement de l'élevage. Si le détenteur est un éleveur ou un opérateur commercial, il souscrit à la déclaration correspondant à sa situation figurant en annexe du présent arrêté.
Lorsque l'exploitation détient d'autres espèces animales, le même numéro national d'exploitation est utilisé pour l'ensemble des espèces animales qui s'y trouvent.
Tout détenteur d'un ou de plusieurs bovins est tenu d'identifier ou de faire identifier chaque animal né sur son exploitation d'élevage.
Les animaux doivent être identifiés conformément aux dispositions du règlement n° 1760/2000 du Parlement européen et du Conseil du 17 juillet 2000.

## Concours

### Histoire de l'élevage bovin français
L’idée de réaliser des concours d’élevage de bovins s’inscrit dans la longue tradition des concours d’animaux. Ainsi, il s’agissait au départ de pouvoir mettre en valeur le cheptel dans toutes ses variétés.
Et, au fil du temps, il est apparu important de pouvoir assurer également une traçabilité et une identification des diverses races bovines ; chacune répondant à des caractéristiques définies, allant de la production de lait à celle de viande, en passant par la reproduction.

### Problèmes liés
L’élevage intensif, qui s’est développé au XXe siècle, a posé de nombreuses questions quant à son impact environnemental (pollutions, réchauffement climatique), en matière de santé alimentaire (additifs alimentaires, hormones), en zootechnie (technique d’insémination) ou encore en matière d’éthique animalière (sélection des animaux, manière de les traiter ou de la tuer pour leur viande). 
Le développement des concours a permis d’apporter un éclairage sur ses problèmes, tout en permettant de mettre en avant la qualité du travail de la filière d’élevage bovin. La diversité des cheptels dans toutes les régions de France amène à avoir de très nombreux types de concours, ce qui peut parfois engendrer un frein à l’accès aux concours (qui coûte cher), mais qui, dans le même temps, permet à chaque région et éleveurs de mettre en avant leur savoir-faire.

### Types de concours bovins
Il existe de très nombreuses variétés de concours, selon :  
- les races (Prim’Holstein, Normande, Charolaise, Salers, Limousine...)
- la destination (lait, viande, reproduction...)

Outre les concours locaux, il existe de nombreux rendez-vous nationaux, par exemple, en France, le Sommet de l'Élevage à Cournon-d’Auvergne et le Salon international de l'agriculture à Paris.

### Comment y participer
- Éleveurs : pour chaque éleveur qui souhaiterait participer à ce type de concours, ils doivent payer certaines choses et cela engendre des dépenses consentantes. Ainsi, pour le SIA, il faut compter entre 2 000 et 3 000 euros pour les sept jours[19], qui comprennent : le stand, l’hébergement, le transport et les retombées économiques, souvent indirectes, qui ne sont pas le facteur prédominant portant l’éleveur à s’investir dans les concours. En matière de réglementation, pour être admis aux concours d’élevage bovins, les animaux doivent être inscrits au « herd-book » de la race. De plus, les éleveurs doivent tenir à la disposition des organisateurs les documents d’identification et toutes les pièces pour vérifier le respect des conditions d’entrée au concours.
- Publics : le déroulement du concours d’élevage fait l’objet d’une présentation de chacune des épreuves du concours, avec les horaires et les différentes activités proposées aux visiteurs.

## Élevage bovin de divers pays
- Élevage bovin en Afrique du Sud
- Élevage bovin en Algérie
- Élevage bovin en Allemagne
- Élevage bovin en Australie
- Élevage bovin en Autriche
- Élevage bovin au Bangladesh
- Élevage bovin en Belgique et aux Pays-Bas
- Élevage bovin en Espagne
- Élevage bovin aux États-Unis
- Élevage bovin en France
- Élevage bovin en Grande-Bretagne
- Élevage bovin en Italie
- Élevage bovin au Bénin
- Élevage bovin en Suisse